# Cúp quốc gia Scotland 2002–03
Cúp quốc gia Scotland 2002–03 là mùa giải thứ 118 của giải đấu bóng đá loại trực tiếp uy tín nhất Scotland, vì lý do tài trợ nên có tên gọi là Cúp quốc gia Scotland Tennent. Chức vô địch thuộc về Rangers khi đánh bại Dundee trong trận Chung kết.

## Vòng Một
| Đội nhà            | Tỉ số | Đội khách           |
| ------------------ | ----- | ------------------- |
| East Stirlingshire | 1 – 1 | Threave Rovers      |
| Forfar Athletic    | 3 – 1 | Huntly              |
| Montrose           | 2 – 1 | Berwick Rangers     |
| Preston Athletic   | 0 – 1 | Hamilton Academical |
| Raith Rovers       | 1 – 0 | Dumbarton           |
| Selkirk            | 1 – 4 | Cowdenbeath         |
| Stenhousemuir      | 4 – 1 | Brechin City        |
| Stranraer          | 1 – 1 | Whitehill Welfare   |

### Đấu lại
| Đội nhà           | Tỉ số | Đội khách          |
| ----------------- | ----- | ------------------ |
| Threave Rovers    | 2 – 1 | East Stirlingshire |
| Whitehill Welfare | 2 – 3 | Stranraer          |

## Vòng Hai
| Đội nhà             | Tỉ số | Đội khách       |
| ------------------- | ----- | --------------- |
| Airdrie United      | 1 – 0 | Threave Rovers  |
| Forfar Athletic     | 3 – 1 | Stenhousemuir   |
| Greenock Morton     | 4 – 3 | Deveronvale     |
| Gretna              | 3 – 0 | Cove Rangers    |
| Hamilton Academical | 1 – 1 | East Fife       |
| Keith               | 1 – 3 | Cowdenbeath     |
| Peterhead           | 1 – 0 | Elgin City      |
| Queen’s Park        | 1 – 1 | Albion Rovers   |
| Raith Rovers        | 3 – 1 | Montrose        |
| Stranraer           | 4 – 1 | Stirling Albion |

### Đấu lại
| Đội nhà       | Tỉ số             | Đội khách           |
| ------------- | ----------------- | ------------------- |
| Albion Rovers | 0 – 2             | Queen’s Park        |
| East Fife     | 2 – 2 (3 – 5 pen) | Hamilton Academical |

## Vòng Ba
| Đội nhà            | Tỉ số | Đội khách            |
| ------------------ | ----- | -------------------- |
| Airdrie United     | 1 – 1 | St Johnstone         |
| Arbroath           | 0 – 3 | Rangers              |
| Ayr United         | 2 – 0 | Peterhead            |
| Celtic             | 3 – 0 | St Mirren            |
| Cowdenbeath        | 2 – 3 | Alloa Athletic       |
| Dundee United      | 2 – 3 | Hibernian            |
| Falkirk            | 4 – 0 | Hearts               |
| Forfar Athletic    | 2 – 2 | Stranraer            |
| Gretna             | 1 – 2 | Clyde                |
| Inverness CT       | 2 – 0 | Raith Rovers         |
| Kilmarnock         | 0 – 1 | Motherwell           |
| Livingston         | 1 – 1 | Dunfermline Athletic |
| Partick Thistle    | 0 – 2 | Dundee               |
| Queen of the South | 0 – 0 | Aberdeen             |
| Queen’s Park       | 2 – 2 | Hamilton Academical  |
| Ross County        | 1 – 2 | Greenock Morton      |

### Đấu lại
| Đội nhà              | Tỉ số              | Đội khách          |
| -------------------- | ------------------ | ------------------ |
| Aberdeen             | 4 – 1              | Queen of the South |
| Dunfermline Athletic | 2 – 0              | Livingston         |
| Hamilton Academical  | 3 – 2              | Queen’s Park       |
| St Johnstone         | 1 – 1 (4 – 2 pen.) | Airdrie United     |
| Stranraer            | 1 – 0              | Forfar Athletic    |

## Vòng Bốn
| Đội nhà              | Tỉ số | Đội khách           |
| -------------------- | ----- | ------------------- |
| Celtic               | 3 – 0 | St Johnstone        |
| Alloa Athletic       | 0 – 2 | Falkirk             |
| Ayr United           | 0 – 1 | Rangers             |
| Clyde                | 0 – 2 | Motherwell          |
| Dundee               | 2 – 0 | Aberdeen            |
| Dunfermline Athletic | 1 – 1 | Hibernian           |
| Inverness CT         | 6 – 1 | Hamilton Academical |
| Greenock Morton      | 0 – 2 | Stranraer           |

### Đấu lại
| Đội nhà   | Tỉ số | Đội khách            |
| --------- | ----- | -------------------- |
| Hibernian | 0 – 2 | Dunfermline Athletic |

## Tứ kết
| Đội nhà              | Tỉ số | Đội khách  |
| -------------------- | ----- | ---------- |
| Dunfermline Athletic | 1 – 1 | Rangers    |
| Falkirk              | 1 – 1 | Dundee     |
| Inverness CT         | 1 – 0 | Celtic     |
| Stranraer            | 0 – 4 | Motherwell |

### Đấu lại
| Đội nhà | Tỉ số | Đội khách            |
| ------- | ----- | -------------------- |
| Dundee  | 4 – 1 | Falkirk              |
| Rangers | 3 – 0 | Dunfermline Athletic |

## Bán kết
| Rangers                                                      | 4 – 3  | Motherwell                           |
| ------------------------------------------------------------ | ------ | ------------------------------------ |
| Konterman 2' · Mols 56' · Amoruso 60' · Partridge 73' (l.n.) | Report | Craig 15' · McFadden 27' · Adams 90' |

| Inverness CT | 0 – 1  | Dundee       |
| ------------ | ------ | ------------ |
|              | Report | Nemsadze 78' |

## Chung kết
| Dundee | 0 – 1  | Rangers     |
| ------ | ------ | ----------- |
|        | Report | Amoruso 66' |

Bản mẫu:Bóng đá Scotland 2002-03
Bản mẫu:Bóng đá châu Âu (UEFA) 2002–03